# アジアハイウェイ68号線
アジアハイウェイ68号線（アジアハイウェイ68ごうせん）は、アジアハイウェイ網の路線の一つ。アジアハイウェイ北アジア・中央アジア・南西アジア小地域（サブリージョン）の路線の一つ。総延長は278kmである。
アジアハイウェイ5号線通過点の中華人民共和国の新疆ウイグル自治区精河を起点とし、北方に延び阿拉山口・ドストゥク付近で中国・カザフスタン国境を跨ぐ。カザフスタンのドストゥクに入ると道路は北西方向に延び、終点のウシャラルに至り、そこでアジアハイウェイ60号線と接続する。
並行して鉄道（中国側は北疆線、カザフスタン側はトルキスタン・シベリア鉄道ドストゥク支線）が敷設されており、貨車交換の為の鉄道操車場が国境を挟み阿拉山口駅、ドストゥク駅の双方に設置されている。

## ルート

### 中華人民共和国
区間延長94km
- S305省道 : 精河（アジアハイウェイ5号線と接続） - 双河
- S205省道 : 双河 - 阿拉山口 - 阿拉山口国境検問所 - （カザフスタンへ）

### カザフスタン
区間延長184km
- A355道路 : ドストゥク国境検問所 - ドストゥク - コクトゥマ（ロシア語版）
- R130道路 : コクトゥマ - ウシャラル（英語版）（アジアハイウェイ60号線と接続）

## 参考資料
- Asian Highway （英語） - 国際連合アジア太平洋経済社会委員会による解説
- Asian Highway Route Map (PDF)  （英語） - 国際連合アジア太平洋経済社会委員会によるルート図
- Asian Highway Handbook (PDF)  （英語） - 国際連合アジア太平洋経済社会委員会
- アジアハイウェイ・プロジェクトの概要 - 国土交通省総合政策局
- アジアハイウェイとは - 国土交通省総合政策局